# Schwartauer Fayencen

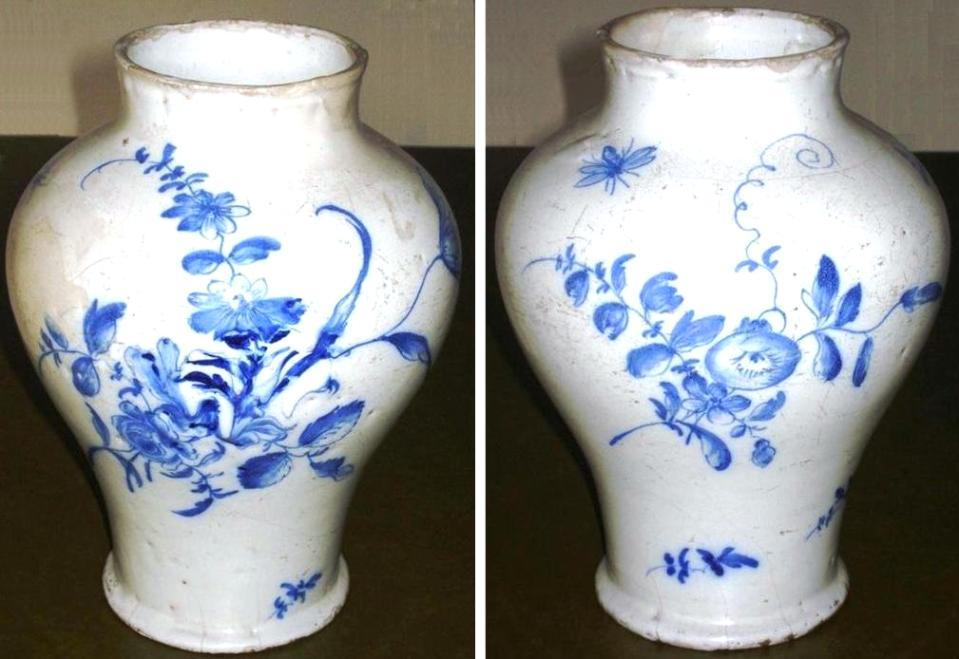
Potpourri – ein Beispiel einer erhaltenen Schwartauer Fayence

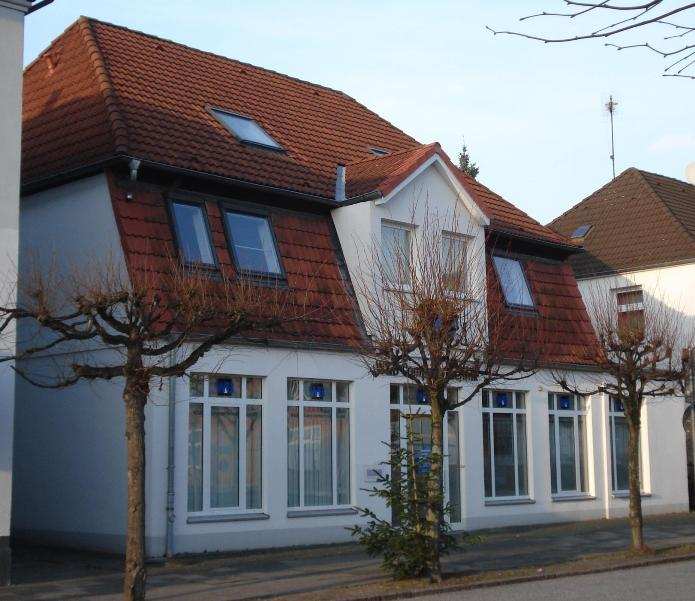
Das ehemalige (im Erscheinungsbild durch Putz veränderte) buchwaldsche Wohnhaus in Bad Schwartau (heute: Lübecker Straße 58)

Als Schwartauer Fayencen werden zwischen 1787 und 1827 von Johann Georg Buchwald und seinem Sohn Georg Gottlieb Buchwald in ihrer Werkstatt in Schwartau geschaffene Fayencen bezeichnet.
Die Werkstatt war neben denen in Kellinghusen die letzte, die im heutigen Schleswig-Holstein Fayencen herstellte. Sie bildet den Abschluss der Reihe der schleswig-holsteinischen Fayencemanufakturen, die sich (u. a.) in Eckernförde, Kiel und Stockelsdorf befanden.

## Geschichte

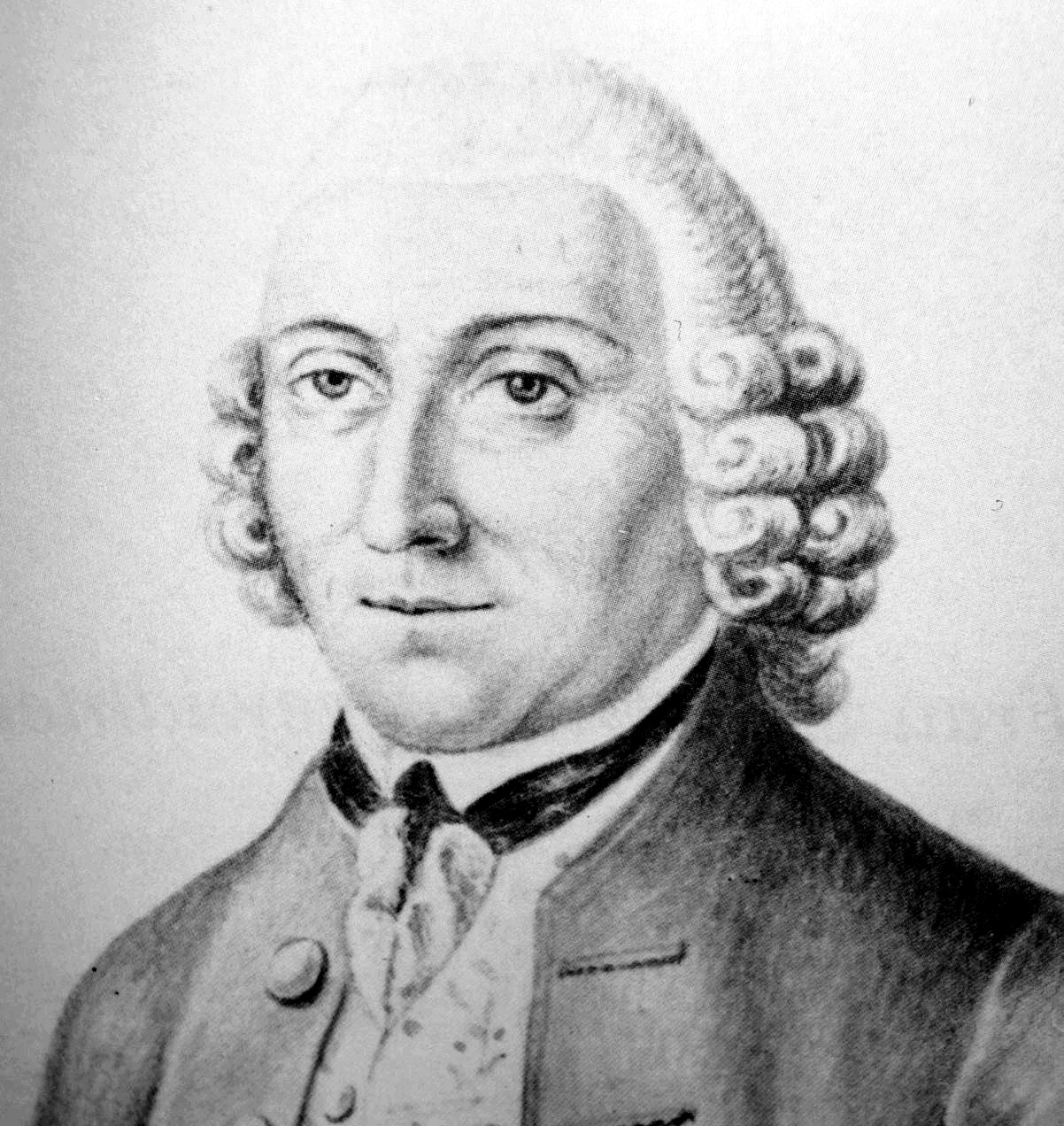
Johann Georg Buchwald (1723–1806)

Johann Georg Buchwald (1723–1806) war ein bedeutender Fayencekünstler und zuletzt Direktor der Stockelsdorfer Fayencemanufaktur. Nachdem diese 1786 geschlossen war, richtete Johann Georg Buchwald am 3. Juli 1787 ein Gesuch an Fürstbischof Peter (in Eutin, Fürstentum Lübeck) in dem er
um Ausweisung von drei Bauplätzen für eine Töpferei und ein Wohnhaus bat, dem stattgegeben wurde. Das Wohnhaus ist erhalten, das Gelände umfasste die Grundstücke der heutigen Lübecker Straße 56, 58 und 60.
Der im selben Jahr in Schwartau gegründeten Töpferei, in der neben Johann Georg Buchwald auch seine Söhne Georg Gottlieb Buchwald und bis 1795 Johann Heinrich Jürgen Lucas Buchwald (1769–1844) tätig waren, zur Herstellung von Öfen und Geschirr aus Fayence war kein großer Erfolg beschieden; die Umstände, die zum Niedergang der Stockelsdorfer Fayencemanufaktur führten, galten auch für Schwartau, so dass die Buchwalds unter sehr kümmerlichen Umständen lebten.
Als Johann Georg Buchwald von 1796 bis 1799 in Riga arbeitete, wo er eine Anstellung erhalten hatte, führte sein Sohn Georg Gottlieb Buchwald die Fayence-Fabrik als Töpferei fort.
1799 kehrte er nach Schwartau zurück, wo er Anfang November 1806 starb. Er sollte am 6. November 1806 bestattet werden. Die an diesem Tag durch Schwartau ziehenden französischen Truppen, die nach der Schlacht bei Lübeck den Resten der preußischen Armee unter Blücher nach Ratekau folgten, zerstörten das Warenlager, beschädigten die Werkstatt, plünderten das Haus, wobei sie u. a. seinen Sarg als Feuerholz stahlen und seinen Leichnam „auf das scheußlichste“ zurichteten.
Sein Sohn Georg Gottlieb Buchwald baute die Werkstatt wieder auf und war bis 1827, als er Konkurs anmeldete, tätig.

## Ausgrabung
Bei der Ausgrabung auf dem Gelände der Manufaktur 1975 konnte der genaue Umfang der Produktion in Schwartau nicht bestimmt werden.

## Produkte
Fayencen aus Schwartau waren lange Zeit nicht als solche bekannt bzw. wurden nicht erkannt. Dies lag zum einen an ihrer Zurechnung zu den Erzeugnissen der Stockelsdorfer Fayencemanufaktur (zum Teil wurde angenommen, diese hätte bis Anfang des 19. Jahrhunderts produziert), zum anderen an der geringen Zahl bekannter beziehungsweise erhaltener Stücke, zumal eine Marke an den Produkten fehlt.
- Der Schwartauer Fayence zugeordnet wird ein Potpourri, das aus dem Besitz einer Schwartauer Familie stammt und sich im Museum der Stadt Bad Schwartau befindet; in Form und Dekor knüpfte dieses an die Stockelsdorfer Fayencen an, wenn auch deren hohe Qualität nicht erreicht wurde. Sehr ähnliche Potpourris befinden sich im Museum für Kunst und Gewerbe in Hamburg und im Schleswig-Holsteinischen Landesmuseen auf Schloss Gottorf.
- Ein Henkeltopf mit Deckel in Privatbesitz kann aufgrund seiner Kennzeichnung mit „Schwartau 1811“ klar Georg Gottlieb Buchwald  zugeordnet werden.
- Einige aus einem Bad Schwartauer Haus stammende Fayence-Ofenkacheln mit einer qualitätsvollen Malerei sind ggf. ebenfalls als Schwartauer Fayence einzuordnen.